# Heteroschizomus orthoplax
Espèce
Synonymes
- Schizomus orthoplax Rowland, 1973
- Stenochrus orthoplax (Rowland, 1973)

Heteroschizomus orthoplax est une espèce de schizomides de la famille des Hubbardiidae.

## Distribution
Cette espèce est endémique du Chiapas au Mexique,. Elle se rencontre vers Cacahoatán et Tapachula.

## Description
Le mâle holotype mesure 4,2 mm.

## Publication originale
- Rowland, 1973 : A new genus and several new species of Mexican schizomids (Schizomida:Arachnida). Occasional Papers Museum Texas Tech University, no 11, p. 1-23 (texte intégral).